# Rowley Thomas
Pas d'image ? Cliquez ici

a Compétitions nationales et continentales officielles uniquement.

b Matchs officiels uniquement.
Rowland Lewis Thomas, né le 11 juillet 1864 à Henllan Amgoed et mort le 21 janvier 1949 à Whitland, est un joueur de rugby à XV international gallois évoluant au poste d'avant.

## Biographie
Thomas naît à Henllan Amgoed et effectue sa scolarité au Llandovery College puis part faire des études de médecine à Londres au University College Hospital. Il est un sportif complet, pratiquant le tir et l'équitation à un très bon niveau. Il est aussi passionné par la pêche mais son sport de prédilection est le rugby à XV. Il joue avec l'équipe de son collège puis avec le club de l'université. En 1885, il fait partie des membres fondateurs des London Welsh (les Gallois de Londres), il en est d'ailleurs l'un des membres fondateurs et devient membre du comité de direction du club. La première rencontre se joue le 21 octobre 1885 à Putney, et, trois jours après, une rencontre a lieu sur le terrain des Saracens à Walthamstow contre les London Scottish. Thomas évolue aux côtés de Martyn Jordan, Thomas Judson, Arthur Gould, Charles Taylor et Tom Williams. Au cours de la saison 1889-1890, il obtient le capitanat de l'équipe des exilés et participe à la première rencontre du club contre une équipe galloise, le Llanelli RFC.
C'est lorsqu'il joue avec les London Welsh que Thomas attire l'attention des sélectionneurs de l'équipe nationale. En 1889, il obtient sa première sélection avec l'équipe galloise à l'occasion du match contre l'Écosse dans le cadre du tournoi britannique 1889. Sous le capitanat de Frank Hill, les Gallois s'inclinent par deux essais à zéro. Il joue également le match suivant contre l'Irlande qui se termine de la même manière puisque les Gallois sont battus chez eux 2-0 sans marquer le moindre essai. Thomas ne dispute qu'une seule rencontre l'année suivante, un match nul contre les Irlandais. Le tournoi britannique 1891 constitue son premier et unique tournoi complet puisqu'il est appelée pour les trois matchs. Au cours du championnat, il quitte les London Welsh et rejoint le Llanelli RFC. Il dispute des trois derniers matchs avec le XV du chardon alors qu'il représente le club de Galles du Sud. Son dernier match international a lieu en 1892 contre l'Angleterre et se solde par une lourde défaite 17 à 0 (quatre essais à rien).
Au cours de la Première Guerre mondiale, Thomas sert son pays en tant qu'officier médecin dans le régiment de cavalerie gallois basé en Égypte. Dans le civil, il exerce la fonction de médecin légiste au West Carmarthenshire pendant 24 ans. Il meurt le 21 janvier 1949 à Whitland à l'âge de 84 ans. En tant que membre dirigeant de l'association de chasse du comté de Carmarthenshire, il est enterré avec sa tenue et ses bottes de chasseur.

## Statistiques en équipe nationale
En quatre années, Rowley Thomas dispute 7 matchs avec l'équipe du pays de Galles. Il participe à quatre tournois britanniques,.
| Année | Compétition         | Matchs | Points | Ang | Irl | Éco |
| 1889  | Tournoi britannique | 2      | -      | -   | 1   | 1   |
| 1890  | Tournoi britannique | 1      | -      | -   | 1   | -   |
| 1891  | Tournoi britannique | 3      | -      | 1   | 1   | 1   |
| 1892  | Tournoi britannique | 1      | -      | 1   | -   | -   |
| Total | Total               | 7      | 0      | 2   | '3  | 2   |